# Martha Langbein
Martha Langbein   (Heidelberg, 22 de maig de 1941), de casada Pensberger, és una atleta alemanya, ja retirada, especialista en curses de velocitat, que va competir entre finals de la dècada de 1950 i mitjans de la de 1960.
El 1960 va prendre part en els Jocs Olímpics d'Estiu de Roma on, formant equip amb Annie Biechl, Brunhilde Hendrix i Jutta Heine, va guanyar la medalla de plata en la prova del 4x100 metres del programa d'atletisme. Quatre anys més tard, als Jocs de Tòquio fou cinquena en la mateixa prova.
En el seu palmarès també destaca una medalla de plata al Campionat d'Europa d'atletisme de 1962 i un campionat alemany dels relleus curts el 1960. Formà part tres vegades de l'equip que millorà el rècord alemany dels 4x100 metres i del què millorà el rècord d'Europa el 1964.

## Millors marques
- 100 metres. 11,5" (1964)[1][4]